# دولت شی-لی
دولت شی -لی (چینی ساده‌شده: 习李体制; چینی سنتی: 習李體制; پین‌یین: Xí–Lǐ Tǐzhì) جمهوری خلق چین در سال ۲۰۱۳، هنگامی که شی جین پینگ و لی که چیانگ پس از هجدهمین کنگره ملی حزب کمونیست جانشین هو جینتائو و ون جیابائو شدند، آغاز شد. گمانه زنی می‌شود که شی قدرت سیاسی دبیرکل حزب کمونیست چین را برای فرمانروایی مطلق ایدئولوژی کمونیستی به جای رویکرد عمل گرایانه مستحکم تر می‌کند، و در عرصه اقتصادی هیچ آزادسازی وجود نخواهد داشت، بلکه تحکیم مواضع سوسیالیستی اتفاق خواهد افتاد.
نسل پنجم رهبری حزب کمونیست چین شامل شی، که جانشین هو جینتائو به عنوان دبیرکل حزب کمونیست (به‌طور دفاکتو رهبر عالی مقام) و رئیس‌جمهور (رئیس کشور به صورت دوژور) شد، لی، که جایگزین ون جیابائو به عنوان نخست‌وزیر (رئیس حکومت) شد، و ژانگ ده جیانگ، یو جنگ شنگ، لیو یونشان، وانگ کیشان، ژانگ گائو لی، لی یوان چائو، لیو یاندونگ، و وانگ یانگ می‌شود.

## عملکردها و اختیارات
| ارگانهای حزبی                          | سر          | قائم مقام                                    | تشکیل       |
| -------------------------------------- | ----------- | -------------------------------------------- | ----------- |
| کمیسیون امنیت ملی                      | شی جین پینگ | لی کیچیانگ {{سخ}} لی ژانشو                   | ژانویه ۲۰۱۴ |
| کمیسیون مرکزی تعمیق همه‌جانبه اصلاحات   | شی جین پینگ | لی کیچیانگ {{سخ}} وانگ هونینگ {{سخ}} هان ژنگ | مارس ۲۰۱۸   |
| کمیسیون امور مالی و اقتصادی مرکزی      | شی جین پینگ | لی کیچیانگ                                   | مارس ۲۰۱۸   |
| کمیسیون مرکزی امور خارجه               | شی جین پینگ | لی کیچیانگ                                   | مارس ۲۰۱۸   |
| کمیسیون مرکزی امور فضای مجازی          | شی جین پینگ | لی کیچیانگ {{سخ}} وانگ هونینگ                | مارس ۲۰۱۸   |
| کمیسیون مرکزی توسعه ادغام نظامی و مدنی | شی جین پینگ | لی کیچیانگ {{سخ}} وانگ هونینگ                | ژانویه ۲۰۱۷ |

## کمیته دائمی دفتر سیاسی
| شماره | پرتره                       | اطلاعات                     | اطلاعات          | مقام (ات) حزبی                                                  | مقام (ات) دولتی                                       |
| ----- | --------------------------- | --------------------------- | ---------------- | --------------------------------------------------------------- | ----------------------------------------------------- |
| اول   | Xi Jinping                  | نام                         | شی جین پینگ      | دبیرکل حزب کمونیست چین رئیس کمیسیون مرکزی نظامی حزب کمونیست چین | رئیس‌جمهور جمهوری خلق چین رئیس کمیسیون مرکزی نظامی چین |
| اول   | Xi Jinping                  | زادگاه                      | شیچنگ، پکن       | دبیرکل حزب کمونیست چین رئیس کمیسیون مرکزی نظامی حزب کمونیست چین | رئیس‌جمهور جمهوری خلق چین رئیس کمیسیون مرکزی نظامی چین |
| اول   | Xi Jinping                  | حوزه انتخابیه کنگره ملی خلق | کلی شانگهای      | دبیرکل حزب کمونیست چین رئیس کمیسیون مرکزی نظامی حزب کمونیست چین | رئیس‌جمهور جمهوری خلق چین رئیس کمیسیون مرکزی نظامی چین |
| اول   | Xi Jinping                  | عضو از                      | ۲۲ اکتبر ۲۰۰۷    | دبیرکل حزب کمونیست چین رئیس کمیسیون مرکزی نظامی حزب کمونیست چین | رئیس‌جمهور جمهوری خلق چین رئیس کمیسیون مرکزی نظامی چین |
|       |                             |                             |                  |                                                                 |                                                       |
| دوم   |                             | نام                         | لی چیانگ         | Party Secretary of شانگهای                                      |                                                       |
| دوم   | زادگاه                      | Rui'an, چجیانگ              |                  | Party Secretary of شانگهای                                      |                                                       |
| دوم   | حوزه انتخابیه کنگره ملی حزب | Shanghai at-large           |                  | Party Secretary of شانگهای                                      |                                                       |
| دوم   | عضو از                      | ۲۳ اکتبر ۲۰۲۲               |                  | Party Secretary of شانگهای                                      |                                                       |
|       |                             |                             |                  |                                                                 |                                                       |
| ۳ام   |                             | نام                         | جائو له‌جی        |                                                                 |                                                       |
| ۳ام   | زادگاه                      | شینینگ، چینگهای             |                  |                                                                 |                                                       |
| ۳ام   | حوزه انتخابیه کنگره ملی حزب | Heilongjiang at-large       |                  |                                                                 |                                                       |
| ۳ام   | عضو از                      | ۲۵ اکتبر ۲۰۱۷               |                  |                                                                 |                                                       |
|       |                             |                             |                  |                                                                 |                                                       |
| ۴ام   |                             | نام                         | وانگ هونینگ      |                                                                 |                                                       |
| ۴ام   | زادگاه                      | شانگهای                     |                  |                                                                 |                                                       |
| ۴ام   | حوزه انتخابیه کنگره ملی حزب | Hebei at-large              |                  |                                                                 |                                                       |
| ۴ام   | عضو از                      | ۲۵ اکتبر ۲۰۱۷               |                  |                                                                 |                                                       |
|       |                             |                             |                  |                                                                 |                                                       |
| ۵ام   | Cai Qi                      | نام                         | تسای چی          | دبیر دبیرخانه حزب کمونیست چین                                   |                                                       |
| ۵ام   | Cai Qi                      | زادگاه                      | یواشی، فوجیان    | دبیر دبیرخانه حزب کمونیست چین                                   |                                                       |
| ۵ام   | Cai Qi                      | حوزه انتخابیه کنگره ملی حزب | Beijing at-large | دبیر دبیرخانه حزب کمونیست چین                                   |                                                       |
| ۵ام   | Cai Qi                      | عضو از                      | ۲۳ اکتبر ۲۰۲۲    | دبیر دبیرخانه حزب کمونیست چین                                   |                                                       |
|       |                             |                             |                  |                                                                 |                                                       |
| ۶ام   | Ding Xuexiang               | نام                         | دینگ شه‌شیانگ     | قائم مقام دبیر حزبی شورای دولتی جمهوری خلق چین                  | معاون اول نخست‌وزیر جمهوری خلق چین                     |
| ۶ام   | Ding Xuexiang               | زادگاه                      | نانتانگ، جیانگسو | قائم مقام دبیر حزبی شورای دولتی جمهوری خلق چین                  | معاون اول نخست‌وزیر جمهوری خلق چین                     |
| ۶ام   | Ding Xuexiang               | حوزه انتخابیه کنگره ملی حزب | —                | قائم مقام دبیر حزبی شورای دولتی جمهوری خلق چین                  | معاون اول نخست‌وزیر جمهوری خلق چین                     |
| ۶ام   | Ding Xuexiang               | عضو از                      | ۲۳ اکتبر ۲۰۲۲    | قائم مقام دبیر حزبی شورای دولتی جمهوری خلق چین                  | معاون اول نخست‌وزیر جمهوری خلق چین                     |
|       |                             |                             |                  |                                                                 |                                                       |
| ۷ام   |                             | نام                         | لی شی            | دبیر کمیسیون مرکزی بازرسی انضباطی                               |                                                       |
| ۷ام   | زادگاه                      | شهرستان لیانگدانگ، گانسو    |                  | دبیر کمیسیون مرکزی بازرسی انضباطی                               |                                                       |
| ۷ام   | حوزه انتخابیه کنگره ملی حزب | Guangdong at-large          |                  | دبیر کمیسیون مرکزی بازرسی انضباطی                               |                                                       |
| ۷ام   | عضو از                      | ۲۳ اکتبر ۲۰۲۲               |                  | دبیر کمیسیون مرکزی بازرسی انضباطی                               |                                                       |

## ریاست جمهوری

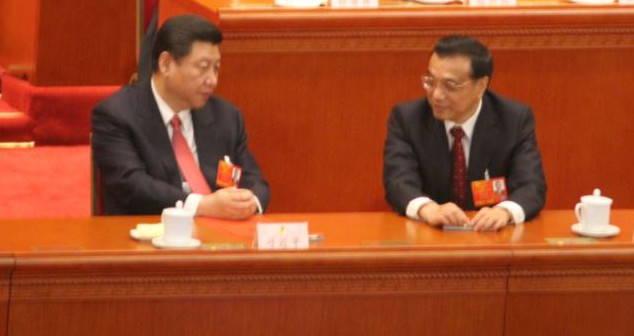
شی جین پینگ (چپ) و لی کیچیانگ (راست)

| دفتر            | صاحب دفتر(ها)                 | تصدی                   |
| --------------- | ----------------------------- | ---------------------- |
| رئیس‌جمهور       | شی جین پینگ                   | ۲۰۱۳–                  |
| معاون رئیس‌جمهور | لی یوانچائو {{سخ}} وانگ کیشان | 2013–2018 {{سخ}} ۲۰۱۸– |

## شورای دولتی
| منصب                                                            | منصب                                                            | صاحب منصب(ان)                      | دوره                    |
| --------------------------------------------------------------- | --------------------------------------------------------------- | ---------------------------------- | ----------------------- |
| نخست‌وزیر جمهوری خلق چین                                         | نخست‌وزیر جمهوری خلق چین                                         | لی که چیانگ                        | ۲۰۱۳–۲۰۱۸               |
| معاون نخست وزیر(ان)                                             | (1st)                                                           | جانگ گائو لی                       | ۲۰۱۳–۲۰۱۸               |
| معاون نخست وزیر(ان)                                             | (2nd)                                                           | Liu Yandong (زن)                   | ۲۰۱۳–۲۰۱۸               |
| معاون نخست وزیر(ان)                                             | (3rd)                                                           | Wang Yang                          | ۲۰۱۳–۲۰۱۸               |
| معاون نخست وزیر(ان)                                             | (4th)                                                           | Ma Kai                             | ۲۰۱۳–                   |
| عضو شورای دولتی                                                 | (1st)                                                           | Yang Jing (Mongol)*                | 2013–Feb 2018 (removed) |
| عضو شورای دولتی                                                 | (2nd)                                                           | Gen. Chang Wanquan*                | ۲۰۱۳–۲۰۱۸               |
| عضو شورای دولتی                                                 | (3rd)                                                           | یانگ جیه‌چی                         | ۲۰۱۳–۲۰۱۸               |
| عضو شورای دولتی                                                 | (4th)                                                           | Guo Shengkun*                      | ۲۰۱۳–۲۰۱۸               |
| عضو شورای دولتی                                                 | (5th)                                                           | Wang Yong                          | ۲۰۱۳–۲۰۱۸               |
| Secretary General                                               | Secretary General                                               | Yang Jing (Mongol)                 | 2013–Feb 2018 (removed) |
| وزیر امور خارجه                                                 | وزیر امور خارجه                                                 | وانگ یی                            | ۲۰۱۳–۲۰۱۸               |
| وزیر دفاع                                                       | وزیر دفاع                                                       | Gen. Chang Wanquan                 | ۲۰۱۳–۲۰۱۸               |
| Minister in charge of the کمیسیون توسعه و اصلاحات ملی چین       | Minister in charge of the کمیسیون توسعه و اصلاحات ملی چین       | Xu Shaoshi                         | ۲۰۱۳–۲۰۱۸               |
| وزیر آموزش                                                      | وزیر آموزش                                                      | Yuan Guiren                        | ۲۰۱۳–۲۰۱۸               |
| Science and Technology Minister                                 | Science and Technology Minister                                 | Wan Gang (Zhi Gong Party Chairman) | ۲۰۱۳–۲۰۱۸               |
| وزارت صنعت و فناوری اطلاعات چین                                 | وزارت صنعت و فناوری اطلاعات چین                                 | Miao Wei                           | ۲۰۱۳–۲۰۱۸               |
| Minister in charge of the State Ethnic Affairs Commission       | Minister in charge of the State Ethnic Affairs Commission       | Wang Zhengwei (هوئی)               | ۲۰۱۳–۲۰۱۶               |
| Minister in charge of the State Ethnic Affairs Commission       | Minister in charge of the State Ethnic Affairs Commission       | Bagatur (Mongol)                   | ۲۰۱۶–۲۰۱۸               |
| Public Security Minister                                        | Public Security Minister                                        | Guo Shengkun                       | ۲۰۱۳–۲۰۱۸               |
| وزارت امنیت کشور                                                | وزارت امنیت کشور                                                | Geng Huichang                      | ۲۰۱۳–۲۰۱۸               |
| Supervision Minister                                            | Supervision Minister                                            | Huang Shuxian                      | ۲۰۱۳–                   |
| Civil Affairs Minister                                          | Civil Affairs Minister                                          | Li Liguo                           | ۲۰۱۳–۲۰۱۸               |
| Justice Minister                                                | Justice Minister                                                | Wu Aiying (female)                 | ۲۰۱۳–۲۰۱۸               |
| Finance Minister                                                | Finance Minister                                                | Lou Jiwei                          | ۲۰۱۳–۲۰۱۸               |
| Human Resources and Social Security Minister                    | Human Resources and Social Security Minister                    | Yin Weimin                         | ۲۰۱۳–۲۰۱۸               |
| Resources Minister                                              | Resources Minister                                              | Jiang Daming                       | ۲۰۱۳–۲۰۱۸               |
| Environment Minister                                            | Environment Minister                                            | Zhou Shengxian                     | ۲۰۱۳–۲۰۱۵               |
| Environment Minister                                            | Environment Minister                                            | Chen Jining                        | ۲۰۱۵–۲۰۱۸               |
| Construction Minister                                           | Construction Minister                                           | Jiang Weixin                       | ۲۰۱۳–۲۰۱۴               |
| Construction Minister                                           | Construction Minister                                           | Chen Zhenggao                      | ۲۰۱۴–۲۰۱۸               |
| Transport Minister                                              | Transport Minister                                              | Yang Chuantang                     | ۲۰۱۳–۲۰۱۸               |
| Water Minister                                                  | Water Minister                                                  | Chen Lei                           | ۲۰۱۳–۲۰۱۸               |
| Agriculture Minister                                            | Agriculture Minister                                            | Han Changfu                        | ۲۰۱۳–۲۰۱۸               |
| Commerce Minister                                               | Commerce Minister                                               | Gao Hucheng                        | ۲۰۱۳–۲۰۱۸               |
| Culture Minister                                                | Culture Minister                                                | Cai Wu                             | ۲۰۱۳–۲۰۱۴               |
| Culture Minister                                                | Culture Minister                                                | Luo Shugang                        | ۲۰۱۴–۲۰۱۸               |
| Minister in charge of the Health and Family Planning Commission | Minister in charge of the Health and Family Planning Commission | Li Bin (female)                    | ۲۰۱۳–۲۰۱۸               |
| بانک خلق چین                                                    | بانک خلق چین                                                    | Zhou Xiaochuan                     | ۲۰۱۳–۲۰۱۸               |
| Auditor General                                                 | Auditor General                                                 | Liu Jiayi                          | ۲۰۱۳–۲۰۱۸               |

| منصب              | منصب            | صاحب منصب(ان)     | دوره  |
| ----------------- | --------------- | ----------------- | ----- |
| نخست وزیر         | نخست وزیر       | لی که چیانگ       | ۲۰۱۸– |
| معاونین نخست وزیر | (یکم)           | Han Zheng         | ۲۰۱۸– |
| معاونین نخست وزیر | (دوم)           | Sun Chunlan (زن)  | ۲۰۱۸– |
| معاونین نخست وزیر | (سوم)           | Hu Chunhua        | ۲۰۱۸– |
| معاونین نخست وزیر | (چهارم)         | لیو هه            | ۲۰۱۸– |
| اعضای شورای دولتی | (یکم)           | Gen. Wei Fenghe*  | ۲۰۱۸– |
| اعضای شورای دولتی | (دوم)           | Wang Yong         | ۲۰۱۸– |
| اعضای شورای دولتی | (سوم)           | وانگ یی*          | ۲۰۱۸– |
| اعضای شورای دولتی | (چهارم)         | Xiao Jie*         | ۲۰۱۸– |
| اعضای شورای دولتی | (پنجم)          | Zhao Kezhi*       | ۲۰۱۸– |
| دبیرکل            | دبیرکل          | Xiao Jie          | ۲۰۱۸– |
| وزیر امور خارجه   | وزیر امور خارجه | وانگ یی           | ۲۰۱۸– |
| وزیر دفاع         | وزیر دفاع       | Gen. Wei Fenghe   | ۲۰۱۸– |
| بانک خلق چین      | بانک خلق چین    | ئی گانگ           | ۲۰۱۸- |
| Auditor General   | Auditor General | Hu Zejun (female) | ۲۰۱۸- |